# Рудоспуск

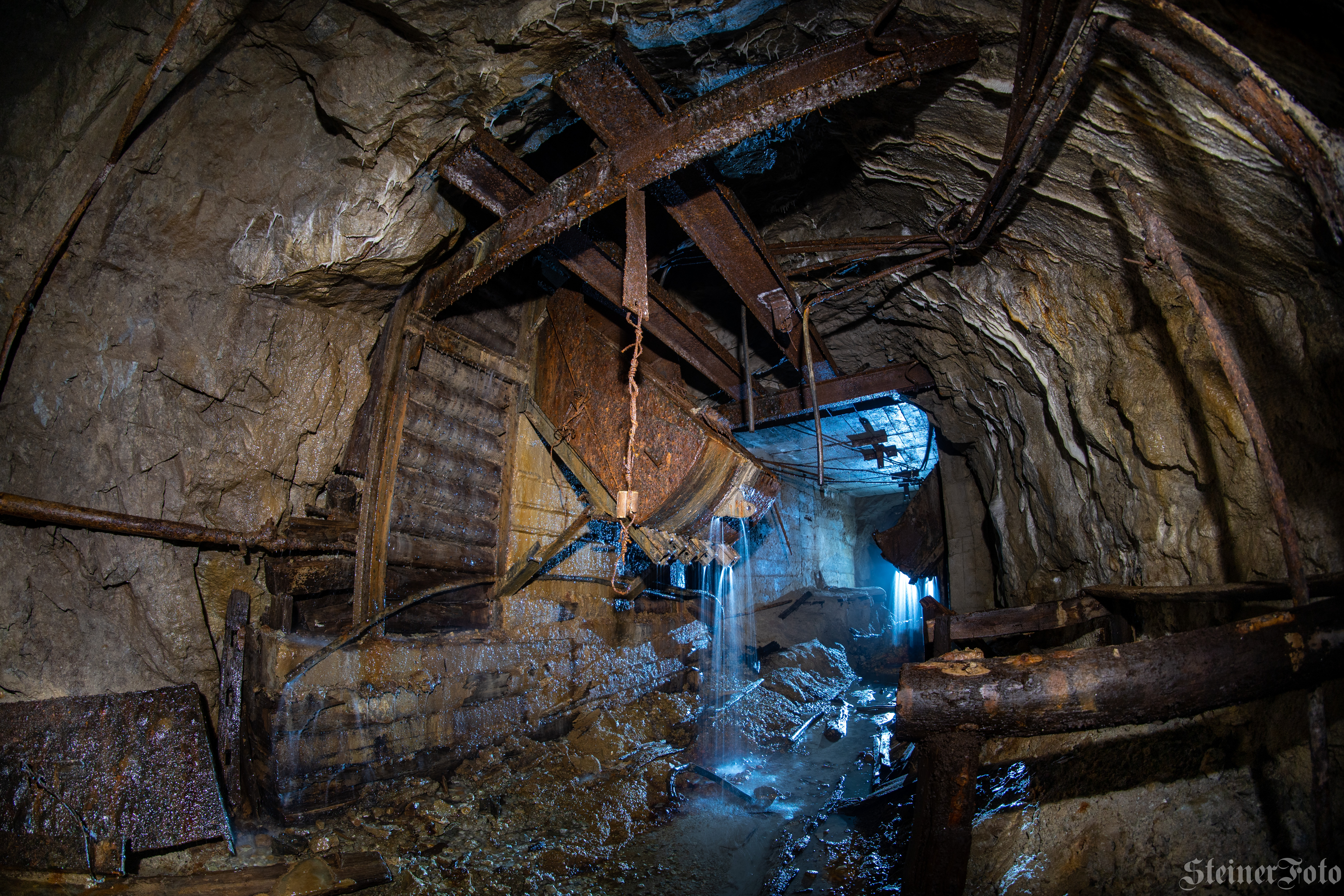
Погрузочный люк рудоспуска

Рудоспуск (англ. Ore pass; нем. Erzrolloch) — горная выработка, предназначенная для транспортировки руды под собственным весом из рабочей зоны горнодобывающего предприятия на расположенный ниже транспортный горизонт. Рудоспуски проходят в скальной горной породе для того, чтобы сократить расстояние транспортировки полезного ископаемого. Применяются на рудниках, добывающих руду открытым, подземным или комбинированным (открыто-подземным) способом в условиях, когда рельеф местности и условия залегания рудного тела позволяет применить данный вид транспортировки руды.
Рудоспуски бывают вертикальные, наклонные, ступенчатые и ломаные (ступенчато-наклонные) (См. внешнее изображение).
Форма поперечного сечения рудоспуска круглая, с диаметром, который позволял бы руде свободно проваливаться вниз под собственным весом, без зависания. Минимальное значение диаметра рудоспуска должно быть в 4-5 раз больше максимального размера падающих кусков руды. Вертикальные рудоспуски наиболее надёжны в эксплуатации, однако внизу рудоспуска происходит сильное самоуплотнение упавшей горной массы.
Наклонные рудоспуски сооружают с уклоном в 45-60 градусов. Поперечное сечение может быть в форме арки, либо круглое. В наклонных рудоспусках выше вероятность зависания руды и их стенки подвержены большему износу. Однако, не происходит сильное самоуплотнение падающей горной массы.
Ступенчатые рудоспуски используются тогда, когда высота падения слишком высока и воздействие падающих кусков на днище рудоспуска и выпускные устройства слишком велико.
В процессе вертикальной транспортировки руды под воздействием собственного веса происходит её измельчение. Для повышения эффективности процесса возможно использование коленчатых выработок с дробящими плитами. Для отсеивания мелких фракций измельчённой руды устанавливаются колосниковые грохота.
Устройство рудоспусков возможно как сверху вниз, так и снизу вверх. При первом варианте рудоспуски проходят с помощью буровых станков с расширителями. При втором способе применяются вертикальные проходческие комплексы.